# Doromanie
Doromanie (von altgriechisch δῶρον doron = „Geschenk“, und μανία maníā = „Raserei, Wut, Wahnsinn“) bezeichnet ein krankhaftes Verhalten, übermäßige viele Geschenke zu machen. Unklar ist, wie dieses Verhalten in den gängigen Klassifikationssystemen für psychische Erkrankungen, wie ICD und DSM, eingeordnet werden soll. Wahlloses Verschenken wird beispielsweise als mögliches Symptom einer Manie beschrieben. Ähnliche Schwierigkeiten bereitet es, exzessives Kaufverhalten, das als Oniomanie bezeichnet wird, einem Störungsbild zuzuordnen.
Das Märchen Die Sterntaler kann als Beispiel einer obsessiven, selbstzerstörerischen Form der Doromanie angesehen werden. Die Protagonistin, ein armes Waisenmädchen, verschenkt nach und nach auch seinen letzten Besitz.
Der Begriff Doromanie sollte nicht mit der Doxomanie verwechselt werden, einer bis zur Wut gesteigerten Ruhmsucht. Als Paradoxomanie bezeichnet man die Sonderlingssucht, durch die Äußerung ungewöhnlicher Meinungen aufzufallen.